# Диптих Мэрилин
Ди́птих Мэрили́н (англ. Marilyn Diptych) — знаменитое шелкографическое полотно американского художника Энди Уорхола, принадлежащее направлению  поп-арт.
Работа Уорхола над картиной началась спустя неделю после смерти Мэрилин Монро, в августе 1962 года. При помощи трафаретной печати художник нанёс на холст пятьдесят одинаковых изображений актрисы, позаимствованных с известной фотографии 1953 года, сделанной на съёмках фильма «Ниагара». Картина была завершена через несколько месяцев.
Двадцать пять изображений Монро в левой части диптиха ярко окрашены, в то время как изображения на другой половине выполнены в чёрно-белых оттенках, местами размыты, нечётки, бледны. Существует мнение, что, разделяя картину на невзрачную нецветную и яркую, насыщенную, цветную части, Уорхол ассоциировал их со столь же контрастными жизнью и смертью Мэрилин Монро.
По состоянию на 2011 год Диптих Мэрилин выставлен в Ливерпуле, в филиале лондонской галереи Тейт. 2 декабря 2004 года газета The Guardian опубликовала список 500 наиболее выдающихся произведений современного искусства, отдав полотну Уорхола третье место.
В мае 2022 года на аукционе «Christie's» портрет Мэрилин Монро «Shot Sage Blue Marilyn» был продан за 195 миллионов долларов, что сделало его самым дорогим произведением среди американских художников и самой дорогостоящей картиной XX века.